# Nanette Lepore
Nanette Lepore (Youngstown, Ohio, 1958), conocida en francés como Nanette Lepoíres y en japonés como Nanette Lepor, es una diseñadora de moda de gran calidad.

## Biografía
Lepore creció en una familia del medio oeste típica, de los Estados Unidos. Ella y su familia viajarían a California cada año y harían viajes a lo largo de la parte de aquel estado de la célebre Ruta 66; estos viajes hicieron a Lepore sentirse como gitana, un sentimiento que ella todavía mantiene[cita requerida].
Lepore se trasladó de Ohio a Nueva York, donde comenzó su carrera profesional como diseñadora. Allí obtuvo un grado académico en diseño en el conocido Fashion Institute of Technology.
Nanette Lepore ganó fama en el mundo de la moda a su regreso a California, donde abrió una boutique en Los Ángeles, desde la que vendió sus diseños a clientes de Europa y Asia; también se comenzaron a vender en la cadena estadounidense Neiman Marcus. Entre otras cosas, Lepore es conocida por sus diseños de zapatos, bolsos y vestidos.